# Notation musicale grégorienne

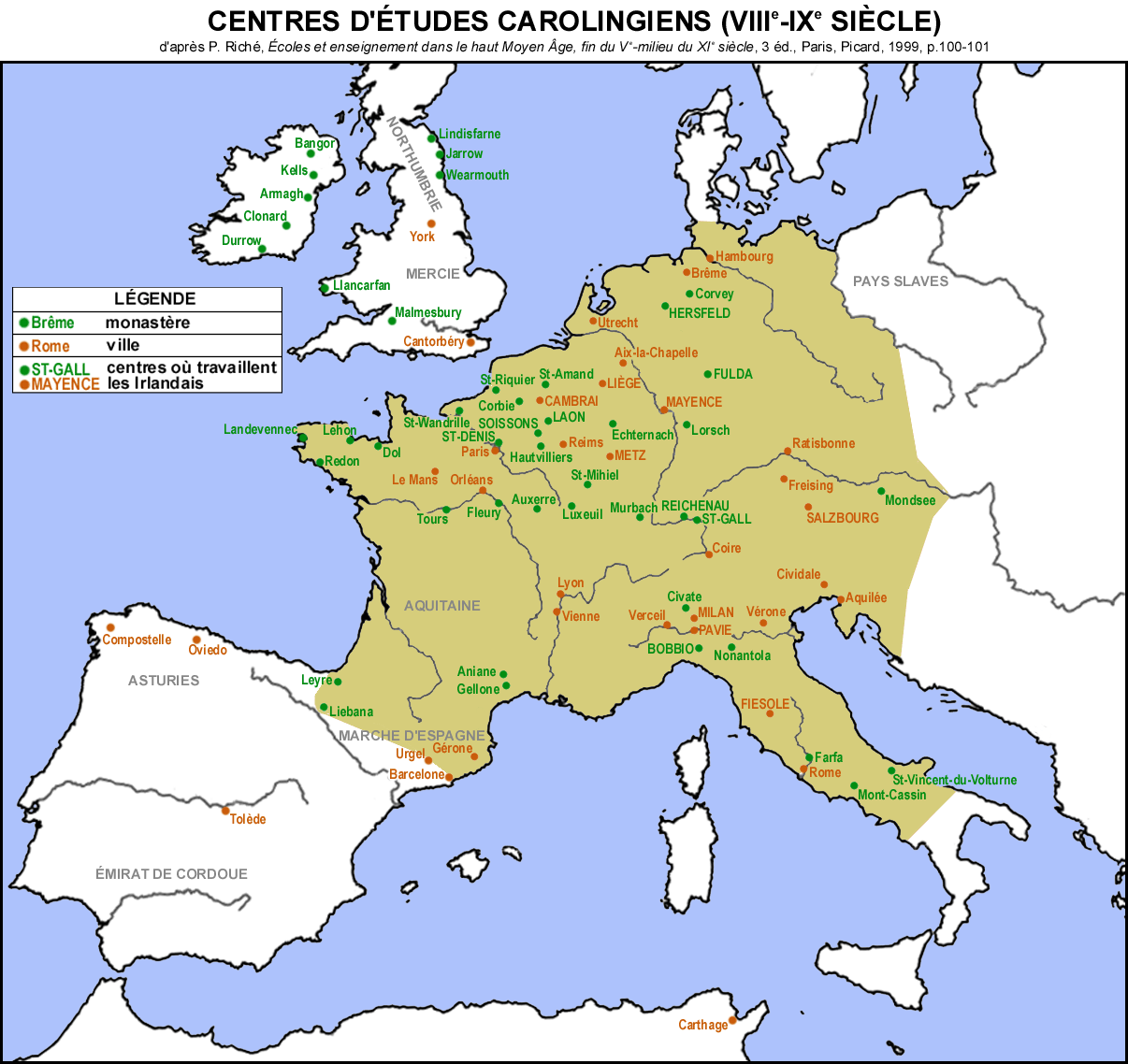
Centres des études, notamment monastères carolingiens, à l'époque où le chant grégorien naquit. Il est probable que la Renaissance carolingienne donna naissance à la notation musicale grégorienne.
C'était un moine, probablement, auprès de l'abbaye de Saint-Amand qui ajouta quelques morceaux de neumes sur un traité d'Aurélien de Réomé, dans la deuxième moitié du IXe siècle. Il s'agit actuellement du témoin le plus ancien de la notation grégorienne.
Le meilleur exemplaire de la notation fut achevé, déjà vers 925, à l'abbaye de Saint-Gall. Un autre, celui de la tradition messine, avait été écrit peu avant, à Laon ou alentour.

La notation musicale grégorienne, ou simplement notation grégorienne, est une notation musicale employée au Moyen Âge, tout d'abord singulièrement pour le chant grégorien, puis afin de conserver quelques anciens chants monodiques européens.
Initialement réalisée avec des neumes anciens, la notation grégorienne évolua à la suite de l'invention de la notation en ligne, aboutissant enfin à la notation à gros carrés, toujours utilisée de nos jours. Cependant, ces évolutions successives répondent à des fonctions et objectifs différents, et les premières notations grégoriennes ne doivent donc pas être considérées comme simplement primitives.

## Avant la notation musicale grégorienne
« Nisi enim ab homine memoria teneantur, soni pereunt quia scribi non possunt (et si, en effet, ils ne sont pas retenus par l'homme dans sa mémoire, les sons périssent car ils ne peuvent être écrits). »

— Isidore de Séville, Etymologiæ, chapitre III (vers 630)

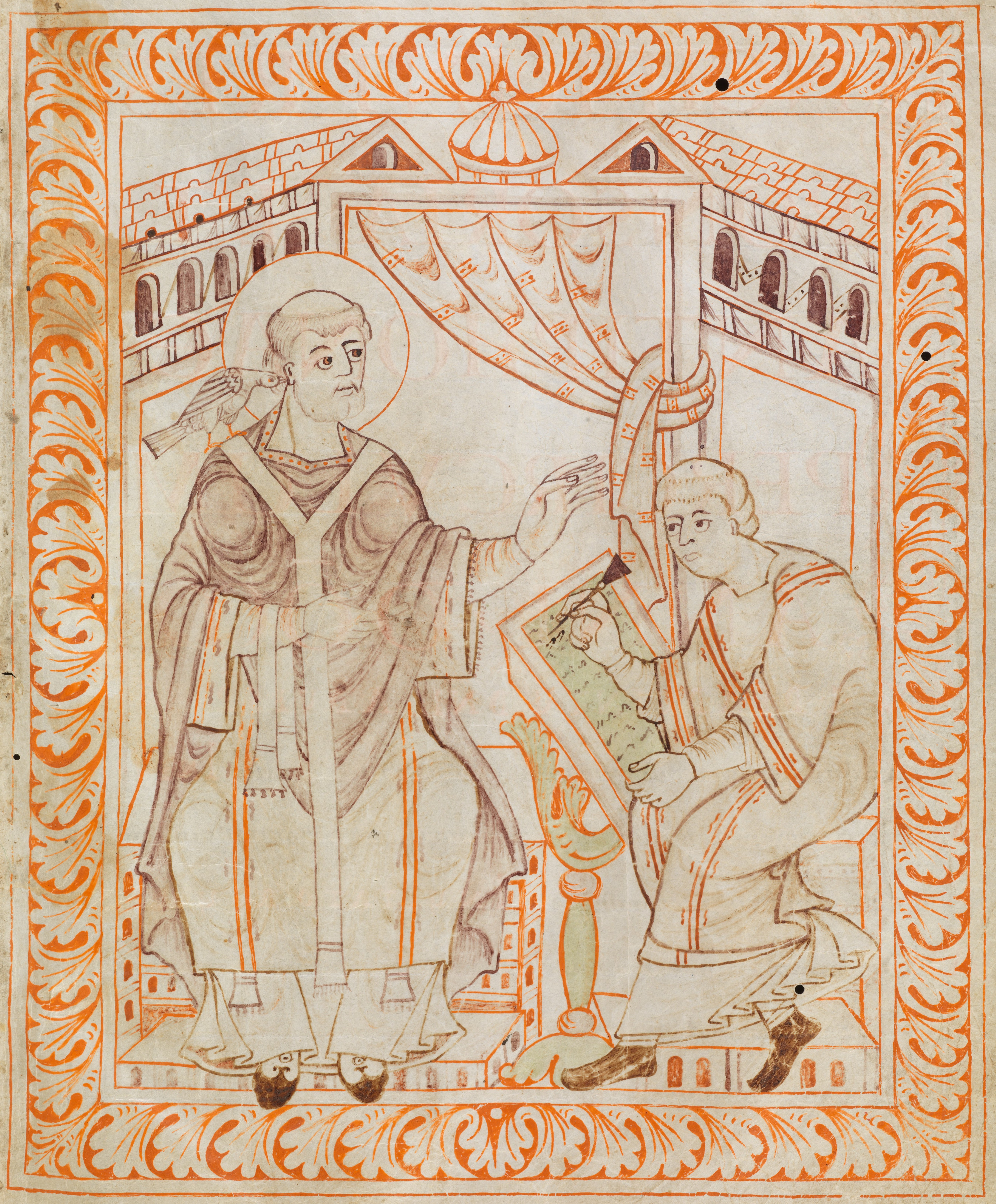
Saint Grégoire le Grand dictant un chant, aidé par l'Esprit Saint sous la forme d'une colombe. Depuis 872, le chant grégorien était très fréquemment attribué à ce saint pape.
Antiphonaire de Hartker auprès de la bibliothèque de l'abbaye de Saint-Gall, fol. 13 (vers 1000).

Cela était probablement vrai, car à cette époque-là, le chant liturgique irlandais disparut sans laisser ses matériaux musicaux, hormis un peu de textes. En effet, la règle de saint Colomban, issue des abbayes irlandaises, avait rapidement été remplacée vers 530 sous le pontificat de saint Grégoire Ier († 604), (ce dernier ayant promu ce remplacement) par la règle de saint Benoît, jugée plus adaptée à la vie monastique. Par ailleurs, la célèbre légende attribuant à ce même saint Grégoire Ier la qualité de compositeur voire fondateur de la notation portant son nom ne peut plus résister à la science (on peut toutefois considérer qu'il demeure en tant que patron céleste de ce chant).

## Notation grégorienne ancienne, neume

### Origine

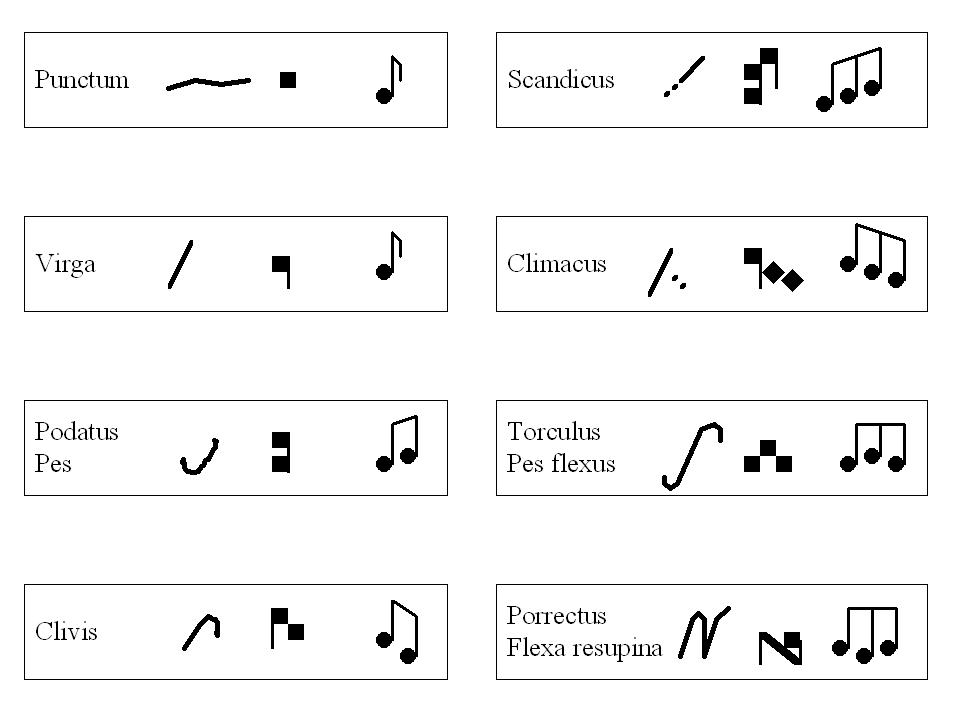
- Neumes essentiels de la notation sangallienne -
Les principaux matériaux à gauche étaient également utilisés pour l'écriture. Les origines de ces graphies étaient toutes des accents :
l'accent grave (`) devint d'abord (-, voir au-dessus), puis le punctum (•) ;
l'accent tonique (ʼ) créa la virga ;
l'accent anticirconflexe dans les documents en grec (v) devint pes ;
l'accent circonflexe (^) aussi obtint la forme du clivis.
Les quatre neumes à droite sont des neumes composés :
le scandicus = des punctum (•) + une virga
le climacus = une virga + des punctum
le torculus = un pes + une clivis
le porrectus = une clivis + un pes
Ces compositions étaient déjà présentées dans un livre de Dom Anselm Schubiger (1858) auprès de l'abbaye territoriale d'Einsiedeln. Théodore Nisard notait dans sa traduction (1866) que l'idée était issue de Nisard.

Les premiers copistes carolingiens n'inventèrent pas de neumes pour leurs notations. Inspirés, ils développèrent les graphies déjà utilisées dans les textes littéraires,.
Plusieurs graphies grammaticales se trouvent, en effet, dans les premières notations grégoriennes. Ainsi, le trigon (∴ correspondant à un punctum + une cliva) était initialement le signe littéraire d'abréviation. Si bien qu'il n'y a aucune relation entre la forme de ce neume sangallien et l'indication mélodique : il s'agit de deux notes identiques suivies d'une note un peu plus basse, par exemple ré - ré - do, et jamais do - ré - do comme pourrait laisser imaginer la forme de la graphie. Celle-ci indique cependant que les trois notes doivent être légèrement chantées, même au sommet d'une mélodie. En fait, cette petite forme composée de trois points rappelait aux chantres qu'il s'agit de notes sans valeur importante, et d'un passage vraiment léger.
De même, la graphie du quilisma-pes (ɯ) apparut auprès de l'abbaye de Corbie au VIIIe siècle, pour être placée à la fin des phrases interrogatives. Sa forme n'indique pas l'effet mélodique recherché. La notation messine employait d'ailleurs graphie ( : deuxième neume) pour quilisma-pes. Dans les documents littéraires trouvés à Tours, il a la forme exacte du signe interrogatif (¿) utilisé depuis dans la langue, et dont il serait à l'origine.
Les principaux matériaux étaient le point et l'accent, évidemment utilisés dans les documents non musicaux.

### Manuscrits les plus anciens

#### Livres de chant grégorien sans notation

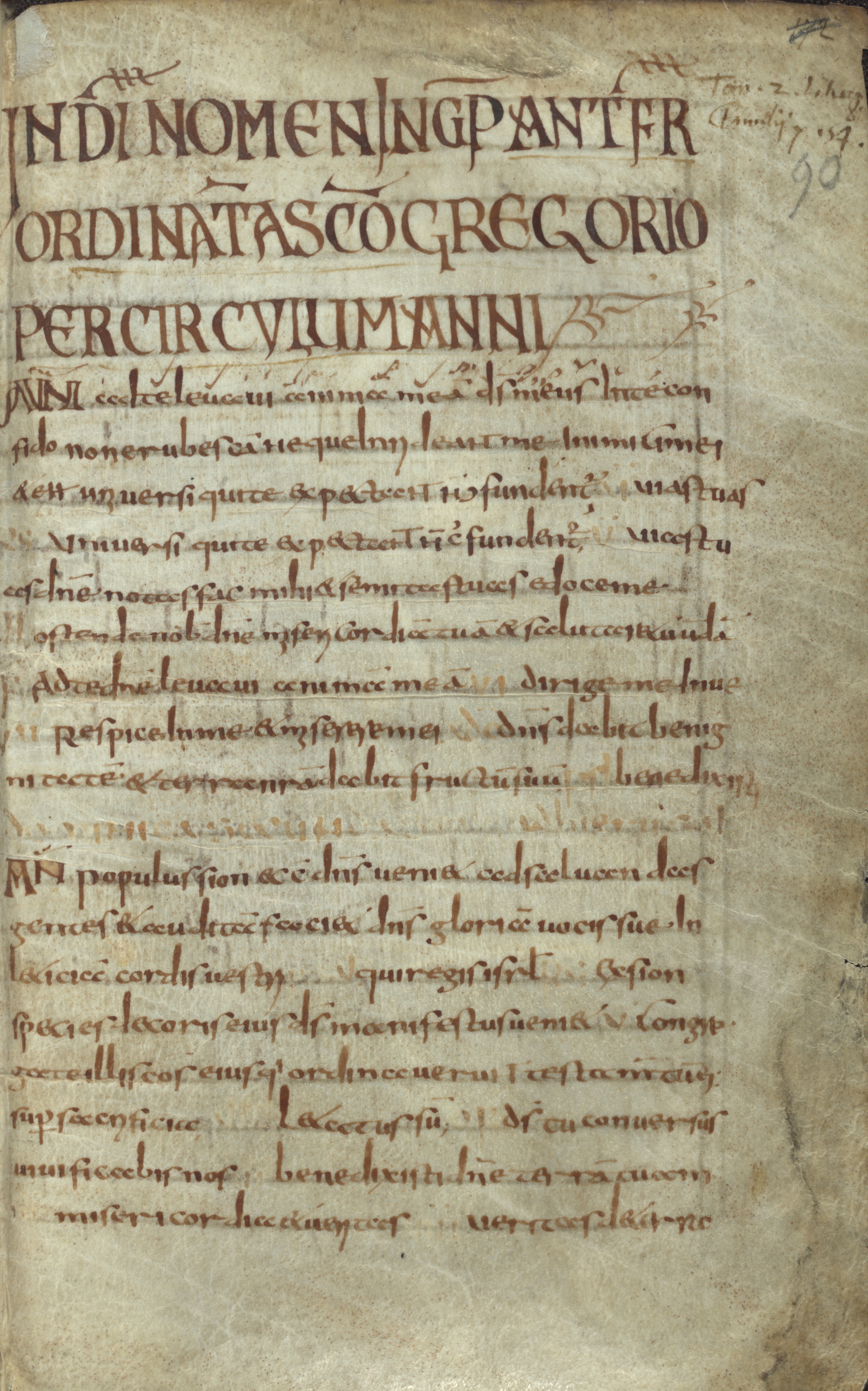
B.R. 10127 - 10144, fol. 90 r (vers 800).

Il semble que le chant messin, origine du chant grégorien et né à la fin du VIIIe siècle, ne possédât aucune notation musicale. Contrairement, plusieurs livres de chant en grégorien sans neumes, attribués à partir de l'an 800 environ, se trouvent dans des archives européennes : 
- Bibliothèque centrale de Zurich, Rh. 30, Sacramentarium Rhenaugiense (vers 795)[3]
- Bibliothèque royale de Belgique, B.R. 10127 - 10144, Sancti Gregorii Magni Liber Antiphonarius ordinatus per circulum anni, dit Antiphonaire du Mont-Blandin (vers 800[ve 1])[4] :

Quatre chants se trouvent dans tous les premiers manuscrits y compris des livres tardifs de Paris, de Compiègne, de Monza : Dies sanctificatus, Hic est discipulus, Video cælos et Vidimus stellam.

#### Premières notations
D'aussi loin que les musicologues contemporains s'en souviennent, la notation musicale grégorienne ne remonte qu'au IXe siècle. Il est étonnant que le premier témoignage fût si timide, au contraire de la richesse du Xe siècle. Il s'agit de quelques morceaux d'une notation paléofranque dans le traité d'Aurélien de Réomé, Musica disciplina, écrit vers 840.
- Bibliothèque municipale de Valenciennes, Ms 148 (141) :

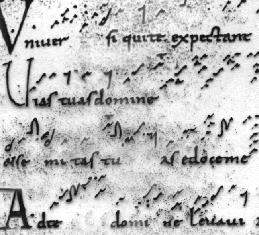
Détail de fol. 8 du graduel de Laon 239.

D'ailleurs, la bibliothèque nationale de France actuelle accueillit en 1803 un manuscrit important du IXe siècle contenant partiellement la notation point :
- Bibliothèque nationale de France, latin 17436, Antiphonaire de Compiègne[ve 1] :

Ces notations, très incomplètes, n'étaient que les prototypes.
Mais, l'évolution suivante était fabuleuse. Les deux manuscrits particulièrement distingues, adoptés par les Graduale Triplex (1979) et Graduale novum (2011), apparurent en effet avant 930. Le manuscrit célèbre et complet, Graduel dit Laon 239, est attribué, soit à la fin du IXe siècle, par exemple par la bibliothèque municipale de Laon, soit au début du Xe siècle, par les moines de Solesmes.

### Manuscrits sans notation
Toutefois, le livre de chant sans notation musicale était encore habituel, jusqu'au Xe siècle. Ainsi la restitution du texte était-elle, en faveur des publications de Solesmes dont le Graduale Triplex, effectuée selon quelques livres sans neumes du IXe siècle. L'origine du texte est précisée avec ces abréviations MM'RBCKS, d'après l'Antiphonale Missarum Sextuplex publié par Dom René-Jean Hesbert de Solesmes en 1935 :
1. M : Cantatorium de Monza (deuxième tiers du IXe siècle)
2. M' : Graduel de Monza (vers 820)
3. R : Graduel de Rheinau (vers 800)
4. B : Graduel du Mont-Blandin (voir ci-dessus, Antiphonaire du Mont-Blandin, vers 800)
5. C : Graduel de Compiègne (deuxième moitié du IXe siècle)
6. K : Graduel de Corbie (après 853)
7. S : Graduel de Senlis (dernier quart du IXe siècle)

## Évolution des notations régionales
D'après une vue schématique de la tradition manuscrite, le Xe siècle s'illustrait notamment par la création de nombreuses notations distinguées. On peut considérer que cette deuxième étape dans l'histoire de la notation grégorienne était l'un des fruits de la Renaissance carolingienne, caractérisée par l'écriture culturelle en détail. Car, en dépit de l'ancienneté des manuscrits, les musicologues contemporains apprécient leur qualité exceptionnelle. C'est pour cette raison que la rédaction des éditions critiques du livre en grégorien est effectuée à la base des manuscrits issus de cette génération.
Par ailleurs, les musicologues emploient parfois le terme in campo aperto, pour ces notations ou neumes. Car, ces neumes étaient dessinés dans l'espace disponible au-dessus du texte, sans lignes ni indication de hauteur.

### Variété
Les neumes anciens se caractérisent par la diversité des notations utilisées, alors même que la mélodie du chant grégorien présentait une remarquable uniformité jusqu'à la Renaissance. Chaque région développait sa propre notation, notamment entre les Xe et XIIe siècles. Cependant, leurs formes peuvent être classées en deux groupes : point ou accent,.

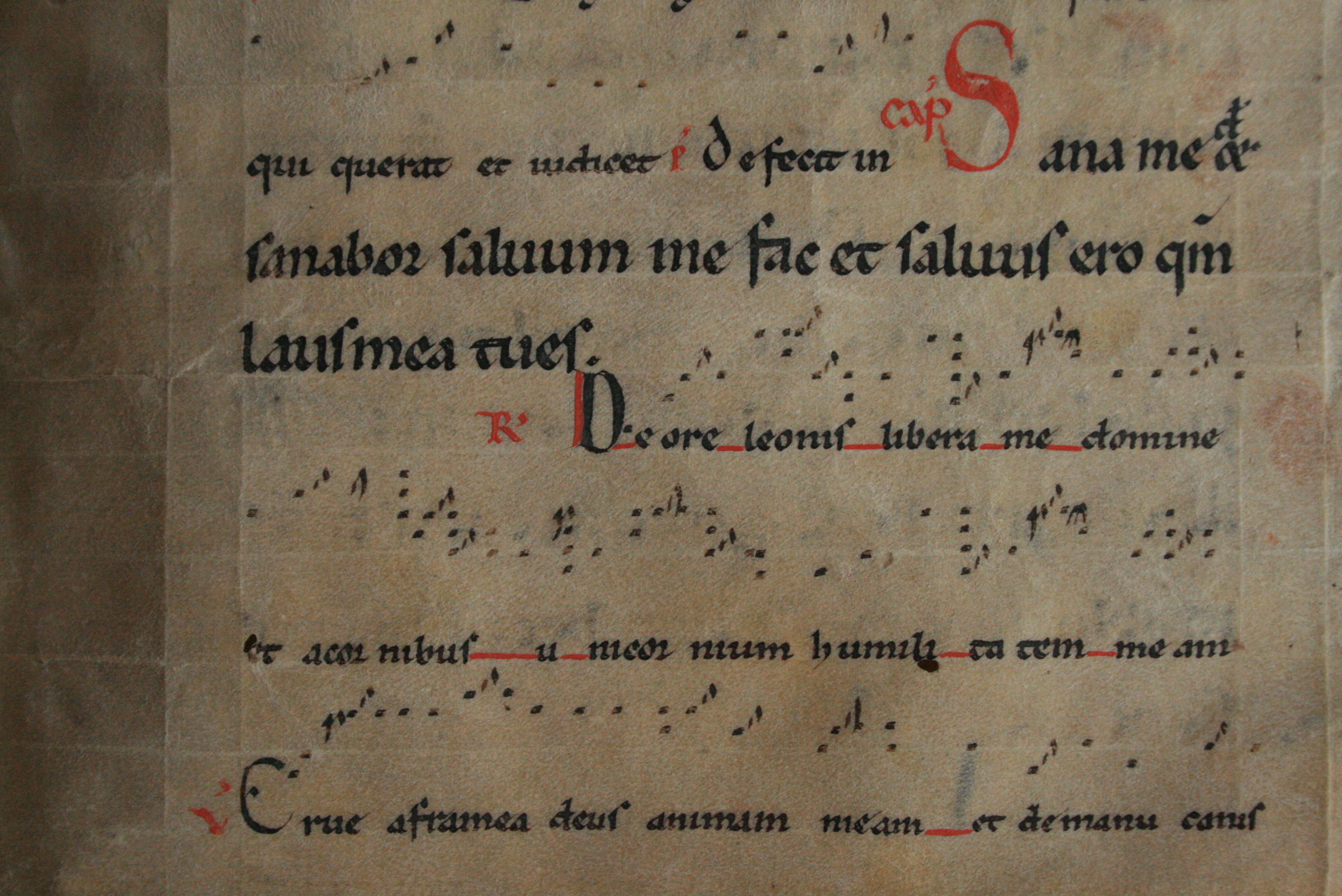
Exemple de la notation de point : manuscrit d'un chant grégorien conservé à Manresa en Catalogne, notation catalane ou aquitaine.

1. système de la notation de point ou désagrégée :
  1. notation messine ou lorraine (Est de la France ; elle profitait de la rapidité de l'écriture[nm 3])
  2. notation bretonne (apparue au IXe siècle[7])
  3. notation aquitaine (sud-ouest de la France, surtout dans le Limousin)
  4. notation catalane (sous influence de la notation aquitaine, différente d'autres manuscrits de la péninsule Ibérique[nm 3])
2. système de la notation d'accent ou liée :
  1. notation française (entre Lyon et la Normandie, en Angleterre)
  2. notation sangallienne (en Suisse, surtout manuscrits auprès de la bibliothèque de l'abbaye de Saint-Gall)
  3. notation ancienne d'Italie (ressemble à celle de Saint-Gall, mais caractérisée de l'allongement des neumes[nm 4])

Anciennement, les musicologues tel Dom André Mocquereau de Solesmes prônaient une hypothèse d'évolution : ils considéraient que les notations d'accent étaient plus anciennes que celles de point. En effet, c'est notamment la notation aquitaine qui commença à réaliser la précision de la hauteur, avec l'invention de la ligne dans celle-ci. Toutefois, Jacques Handschin trouva et conclut en 1950 que les deux groupes sont pareillement anciens.
Avant que Guy d'Arezzo n'invente une notation vraiment pédagogique pour faciliter le solfège, le guidon apparut, au Xe siècle encore en Aquitaine mais également en Italie du Sud, placé en fin de la ligne afin de signaler la hauteur de la première note de la ligne suivante.

### Meilleurs manuscrits

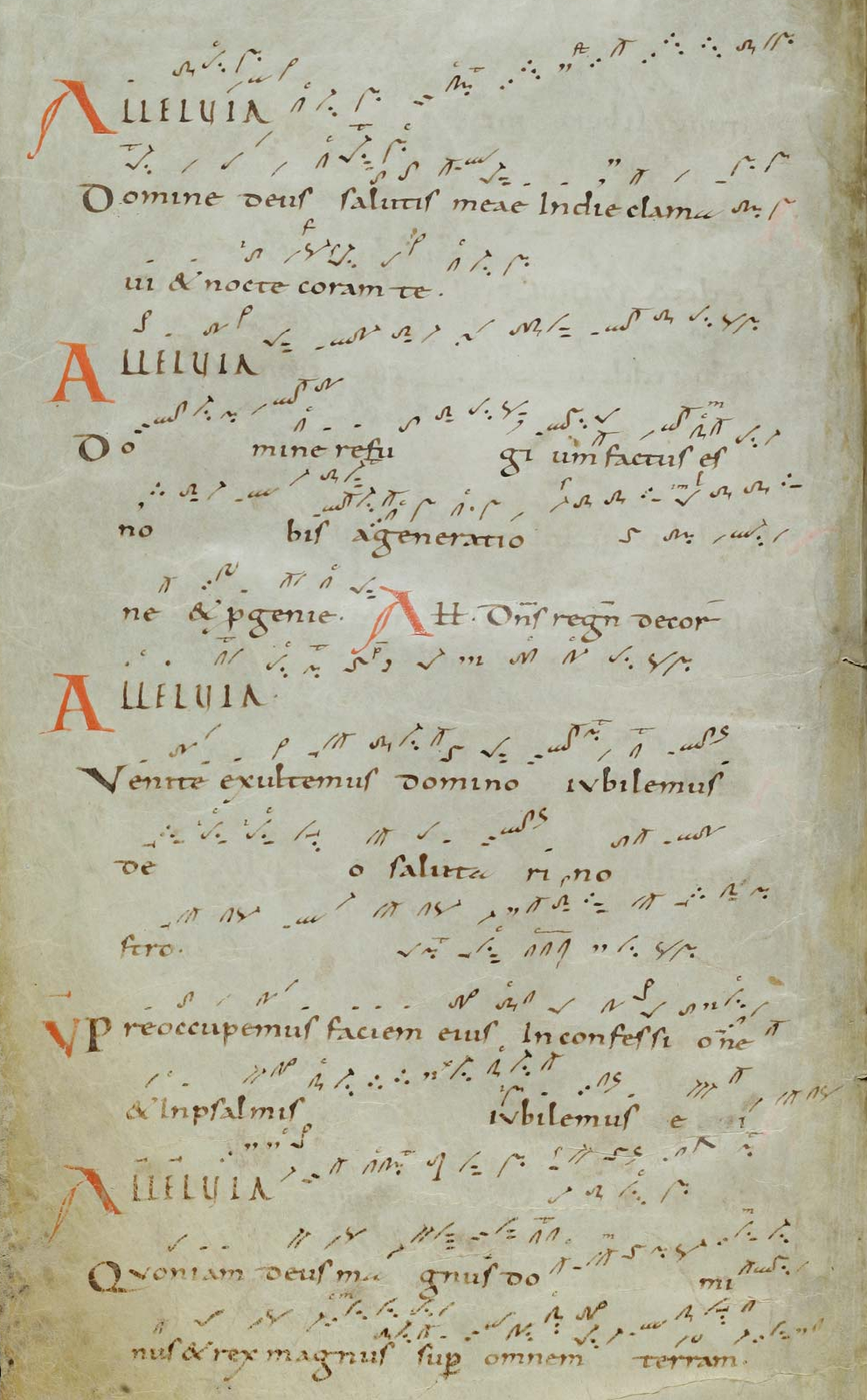
Cantatorium de Saint-Gall.

D'après les études approfondies, de nos jours, les manuscrits de la famille sangallienne sont les plus appréciés, en raison de leur qualité de précision, notamment leur finesse de l'expression. Ainsi, l'Antiphonaire de Hartker fut choisi par l'équipe de Solesmes, en tant que base de l'Antiphonale monasticum, sorti depuis 2005 et la première édition critique en usage du livre de chant en grégorien. Auparavant, la rédaction était essentiellement effectuée selon la majorité parmi les manuscrits. Car on considérait que cela était la meilleure méthode scientifique, depuis le XIXe siècle. En raison d'une excellente valeur de cet antiphonaire, l'atelier de Solesmes décida de rétablir, de manière plus précise, ce que les moines de Saint-Gall chantaient certainement il y a mille ans, pour l'édition officielle de son ordre.
Parmi les documents sangalliens, le cantatorium de Saint-Gall (vers 922 - 926) est considéré comme le meilleur manuscrit du chant grégorien :

« C'est tout à la fois le plus ancien, le plus parfait et le plus précis des manuscrits de l'école sangallienne. Il ne contient que les pièces du soliste. »

— Dom Eugène Cardine, Sémiologie grégorienne (1970/1978), p. 3

« Son écriture est parfaite, tant pour la précision rythmique que pour la noblesse de la calligraphie ; elle ne sera pas égalée. C'est un aide-mémoire sophistiqué pour le rythme et les nuances d'expression, mais la mélodie continue à relever de la tradition orale. »

— Dom Daniel Saulnier, Chant grégorien (2003), p. 119
D'ailleurs, le graduel dit Laon 239 est un manuscrit exceptionnel issu de la notation messine. Ce précieux graduel est conservé dans la bibliothèque municipale de Laon.

### Caractéristiques

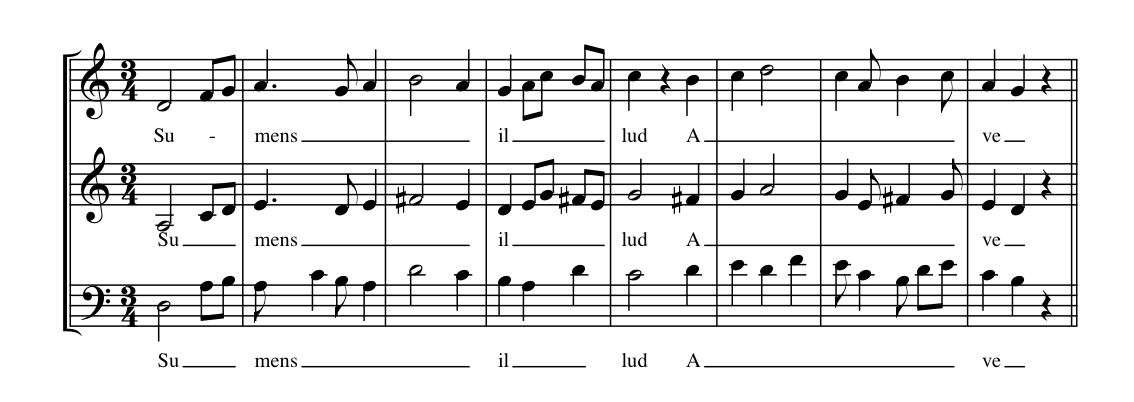
Notation moderne de l'hymne Ave Maris Stella en faux-bourdon de Guillaume Dufay au XVe siècle. Elle ne représente que la hauteur des notes et ses rythmes.

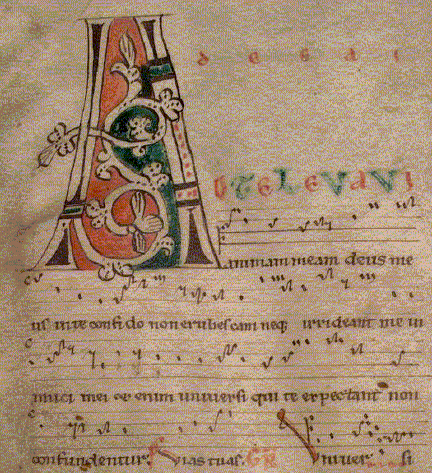
Le Graduel de Bellelay (XIIe siècle) conserve le style de la notation d'Arezzo.

L'objectif principal de la notation moderne est d'indiquer les degrés de notes, avec leur rythme. Selon ce critère, les neumes les plus anciens seraient primitifs, faute de précision de la hauteur. Même Dom André Mocquereau à Solesmes, restaurateur du chant grégorien, écrivit : « Peut-être même personne ne serait-il arrivé à inventer la notation par intervalles, ou diastématique, si les copistes liturgiques n'avaient eu à leur disposition les neumes-accents, qui furent comme la matière première sur laquelle ils travaillèrent longtemps pour l'amener enfin, par voie de transformation successives, à l'expression parfaite de l'échelle musicale des sons. » 

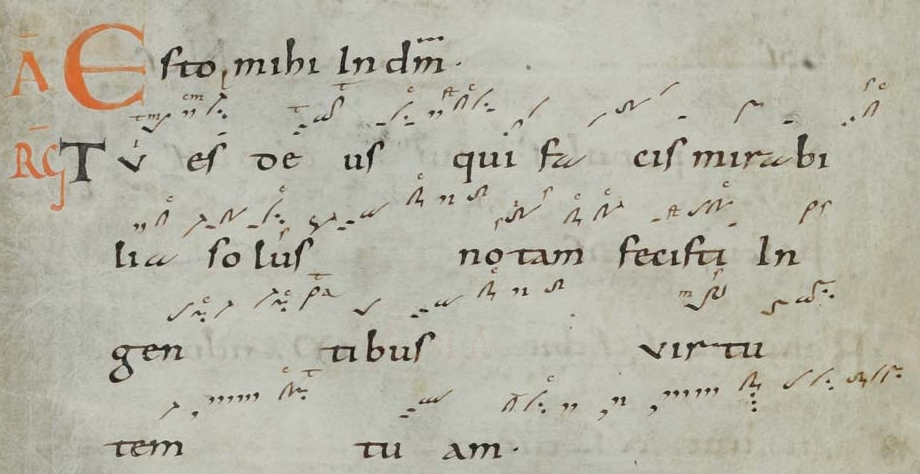
Tu es Deus dans le cantatorium de Saint-Gall (vers 922 - 926). La fonction de cette notation est complètement différente de celle de la notation moderne. Il s'agit d'un « enregistrement écrit » que même la notation carrée ne peut jamais accomplir.
D'ailleurs, cette notation exprime que le chant grégorien est « un sommet dans la création du chant liturgique, fixé vers la fin du premier millénaire » profitant d' « un tempérament spirituel et une culture musicale qui parviennent à conjuguer une haute pertinence de célébration et un extraordinaire raffinement esthétique. »
Dans cette notation, il y a deux types du quilisma-pes (ɯ), celui de deux demi-cercles et celui de trois demi-cercles. Le cantatorium les employait respectivement pour un ton ou un demi-ton. Aucun manuscrit ne distinguait ces deux cas, y compris d'autres manuscrits de Saint-Gall. La précision du cantatorium est exceptionnelle.

Aujourd'hui, cette hypothèse est considérée comme assurément fausse. D'une part, l'Europe connaissait depuis le VIe siècle la théorie de Boèce étant capable d'indiquer la hauteur. Gerbert d'Aurillac, futur pape Sylvestre II duquel le futur roi Robert II de France était élève, enseignait cette théorie à Reims au Xe siècle. D'autre part, dès les années 1950, la sémiologie grégorienne prétend établir scientifiquement le but des notations anciennes : « Or, les premiers copistes du chant grégorien [...] ont, par contre, noté soigneusement la partie expressive, "musicale" de la mélodie. Les graphies les plus anciennes avaient donc une double signification : mélodique et expressive. » Encore un dictionnaire précise-t-il :

« Il est capital de s'apercevoir que la musique représentée par ces notations était déjà connue par cœur pour ce qui concerne la tonalité et le contenu mélodique. L'objectif de la notation était de rappeler au chantre les détails du phrasé, du rythme, de la dynamique, ainsi que certains raffinements de l'exécution. »

— David Hiley, Western Plainchant. A Handbook, p. 341, Oxford 1993
D'ailleurs, les neumes imitent parfois l'élan mélodique, comme la baguette de chef d'orchestre. On dit souvent chironomique signifiant les gestes de la main du chef de chœur. Ce terme est issu du grec cheir (χείρ), main, ainsi que du nomos (νόμος), direction.

### Conservation d'autres chants monodiques

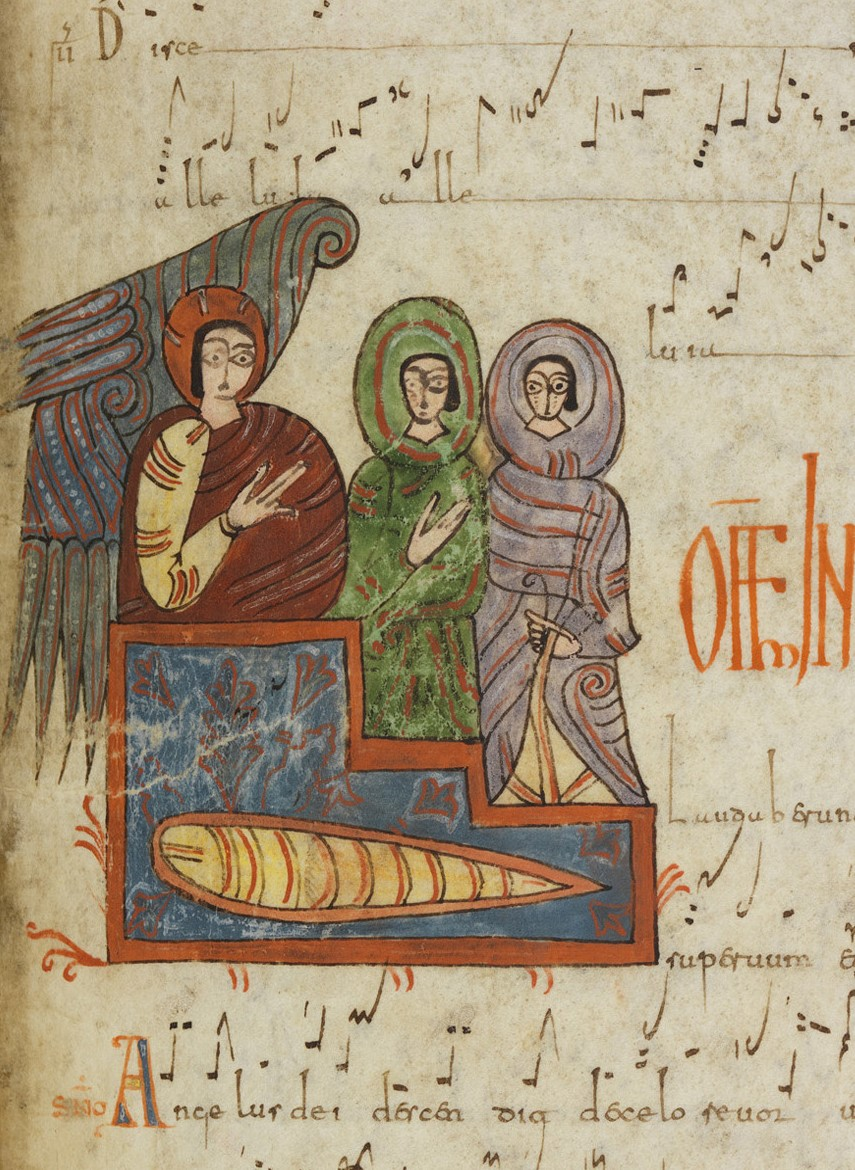
Antiphonaire mozarabe de León, Xe siècle.

Le chant mozarabe conservait sa tradition en profitant de la notation mozarabe.
Le chant liturgique de l'Italie du Sud commença à s'affaiblir, lorsque le chant grégorien y arriva vers le XIe siècle. Ce chant de Bénévent tenta de conserver sa tradition, en utilisant les neumes sangalliens, puis pareillement la ligne colorée en rouge pour le demi-ton fa. Si un certain nombre de notations furent encore copiées durant les deux siècles suivants, la tradition de notation bénéventaine fut perdue, à la suite de la disparition du chant au XIVe siècle.
Le chant ambrosien, seul chant qui résista au chant grégorien, ne possédait aucune notation musicale jusqu'au XIIIe siècle, malgré sa longue histoire. Alors que les monastères tels ceux de saint Benoît de Nursie l'autorisaient depuis si longtemps, le rite romain ne l'adopta jamais jusqu'à ce siècle-là. Il est possible que cette autorisation ait favorisé la conservation de ce chant. Les manuscrits, principalement préservés à la basilique Saint-Ambroise à Milan, profitaient de la forme de notation avec les lignes colorées pour distinguer les demi-tons.

### Rétablissement de sa nature auXXesiècle
Dom Eugène Cardine constatait que la notation ancienne, dite « in campo aperto » ou « en neumes purs », mélodiquement imprécise, contient en revanche une immense richesse d'informations pour la finesse de l'expression. Sa première découverte principale fut présentée en 1957. La coupure neumatique est un phénomène graphique, uniquement trouvé dans ces neumes anciens.

« La vie propre du chant grégorien n'est pas là. Elle est parfaitement figurée par les dessins neumatiques : on y voit une ou plusieurs notes élargies suivies de notes plus légères et fluides en combinaisons de toutes sortes, la force venant colorer les accents musicaux, qu'ils ressortent du texte ou de la mélodie ; ce qui donne au chant une variété indéfiniment renouvelée. En tenant compte assurément du sens des paroles, l'exécutant n'a rien d'autre à faire que de suivre pas à pas les neumes : ils le guideront comme « par la main. » ......... la marge laissée à l'interprète reste encore très large ; mais l'expression ne sera authentique que si elle ne contredit en rien le témoignage des manuscrits. »

— Dom Eugène Cardine, Vue d'ensemble sur le chant grégorien, p. 29

## Invention d'Arezzo

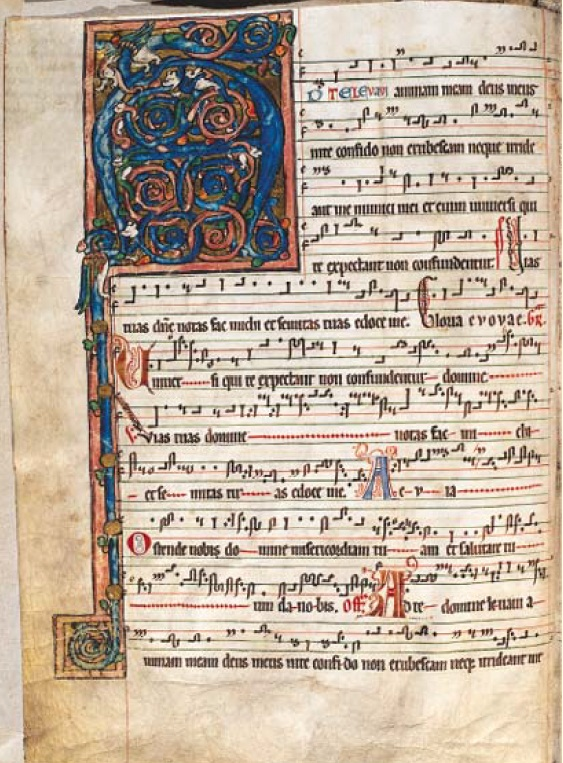
Une synthèse des évolutions de la notation grégorienne : notation messine en 5 lignes dont la 5e est singulièrement réservée au texte, toujours accompagnées des deux clefs, f et c pour les demi-tons. Les deux lignes sont colorées d'après la tradition : rouge pour fa (f) ainsi que jaune pour do (c) (Ad te levavi du Graduel cistercien (XIIIe siècle) auprès de la Bibliothèque nationale de Pologne, rps akc. 9757)

Il s'agit de la troisième étape de la notation musicale grégorienne. Au contraire des notations précédentes, la notation en lignes, symbolisée par l'invention de Guy d'Arezzo, était une unification du système, terminant le développement des notations régionales florissantes. Il ne restait dorénavant que la notation à gros carrés, à partir du XVe siècle.
De nos jours, les musicologues emploient souvent le terme notation neumatique diastématique, pour ce type de notation sur lignes.

### Histoire

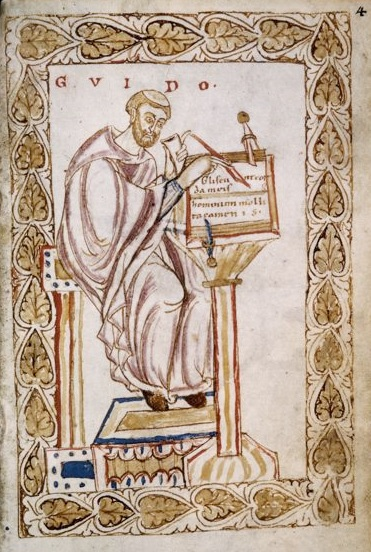
Guy d'Arezzo.

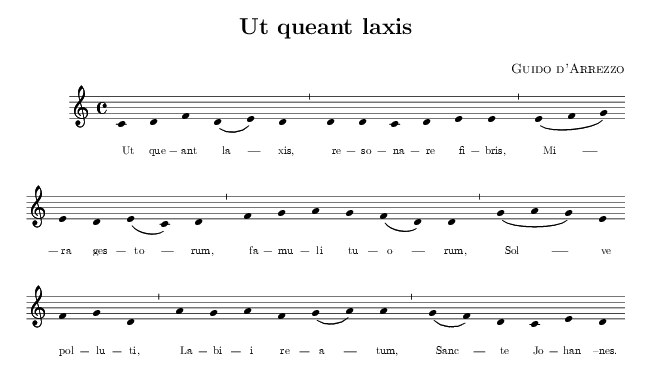
Une autre invention d'Arezzo, Ut - Re - Mi ..., version selon la notation moderne.

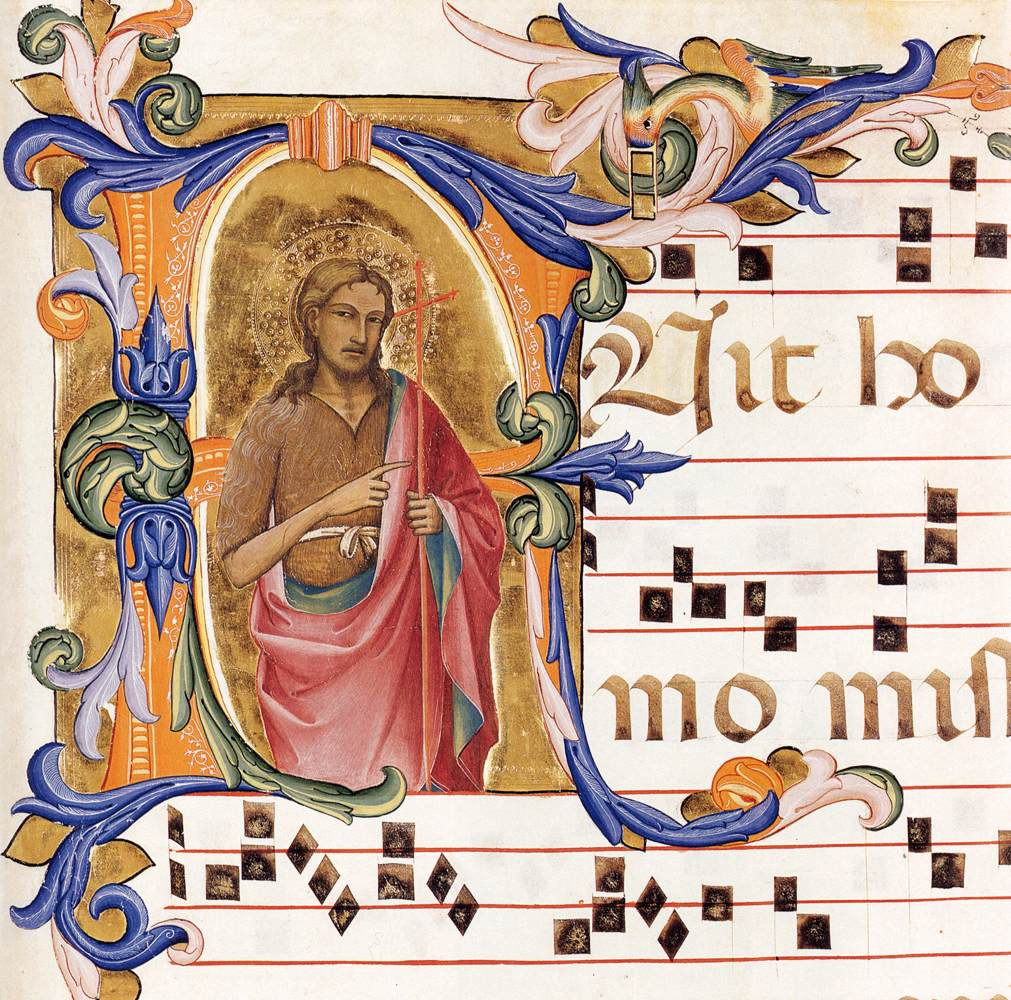
Saint Jean-Baptiste dans un antiphonaire (vers 1395).

Avant l'invention de la notation en quatre lignes, il existait quelques évolutions. Au Xe siècle, d'abord une seule ligne imaginaire, puis celle qui était tracée à la pointe sèche, apparurent notamment en Aquitaine. Ensuite, on y ajouta une ou deux lignes, parfois ayant les couleurs afin de distinguer les demi-tons : généralement le rouge pour le fa ainsi que le jaune ou vert pour le do.
Une notation particulière en Gaule après le milieu du XIe siècle possédait trois lignes colorées et une ligne inférieur pour transcrire les paroles. Les trois étaient attribuées aux fa (rouge), la (verte) et do (jaune), accompagnées des clefs du fa (F) et do (C). Il s'agit de la Vie, Miracles et Office de saint Maur, écrits au monastère Saint-Maur-des-Fossés près de Paris.
À vrai dire, cette notation fut achevée sous influence de l'invention de Guy d'Arezzo († 1050), notation en quatre lignes, accompagnée des clefs.
Ce moine bénédictin originaire d'Arezzo avait été invité par le pape Jean XIX devant lequel il s'aperçut que la mélodie d'un antiphonaire était étrange pour lui. Arezzo réussit enfin, vers 1030, à trouver une excellente solution. Il s'agissait d'une manière plus sûre et plus facile à apprendre et à pratiquer le chant liturgique, qui est l'origine de la notation moderne.
En conséquence, la tradition orale devint musique écrite et facilement transmissible. Il faut remarquer qu'Arezzo contribua pareillement à améliorer ceux qui concernaient pour la pratique du chant, y compris les règles des modes, mais qu'il les acheva théoriquement ainsi que soigneusement. Ses théories étaient toujours citées durant le Moyen Âge, par exemple dans les œuvres de Bernard de Clairvaux.

### Caractéristiques

#### Notation en quatre lignes
La notation d'Arrezo se caractérise notamment de quatre lignes, à la place d'une ou deux. Il est facile à comprendre qu'en raison de son ambitus limité, le chant grégorien n'a pas besoin de cinquième ligne.
Dès le XIIe siècle, tous les manuscrits musicaux étaient écrits sur les lignes, quel que soit le nombre de lignes. Au XIIIe siècle, les notations comptaient normalement quatre ou déjà cinq lignes.

#### Clefs

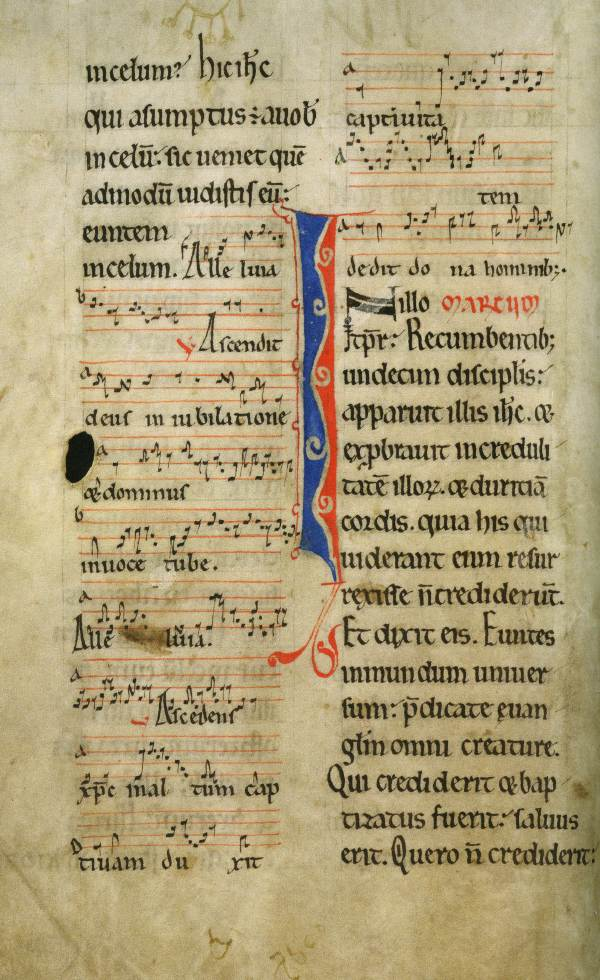
Plusieurs clefs se trouvent dans ce missel de Skara, achevé vers 1150 en Suède.

La notation inventée par celui-ci se caractérise d'une autre précision. Afin de fixer la hauteur relative, notamment de distinguer les demi-tons, il ajouta la clef sur sa notation. Donc, ses clefs étaient celle du fa (F) ainsi que celle du do (C), posées sur les lignes supérieures des deux demi-tons. D'ailleurs, ces deux degrés sont les sons les plus importants du chant grégorien.
Ainsi, dans la notation du graduel dit de Sainte-Cécile-du-Transtévère que l'archiprêtre Giovanni (Jean) de cette église fit copier à Rome en 1071, les deux alphabets F et c en tant que clefs s'emploient toujours. Ce graduel du chant vieux-romain, chant papal, aussi bénéficiait de l'invention d'Arezzo. D'ailleurs, le F en majuscule avec la ligne en rouge ainsi que c en minuscule indiquent que le demi-ton fa était principal et que celui du si était secondaire : 
- Fondation Martin Bodmer, Cod. Bodmer 74, Graduel dit de Sainte-Cécile-du-Transtévère (1071) :

fol. 2 v  et  fol. 3 r.
fol. 126 v (dernière page)
Avec la notation en quatre lignes, il existait donc beaucoup moins d'ambiguïté, sauf la difficulté issue des caractéristiques de neumes anciens.
Plus tard, dans un certain nombre de manuscrits tel le missel de Skara, d'autres clefs étaient également employées. Toutefois, les deux seules clefs pour les demi-tons, du fa et du do, c'est-à-dire exactement celles d'Arezzo et initialement utilisées, restent en usage, jusqu'ici.
Si l'existence des deux clefs ou des lignes colorées était traditionnellement expliquée simplement par les demi-tons, les recherches récentes révèlent qu'il s'agit des degrés les plus importants dans le chant grégorien :

### Effet

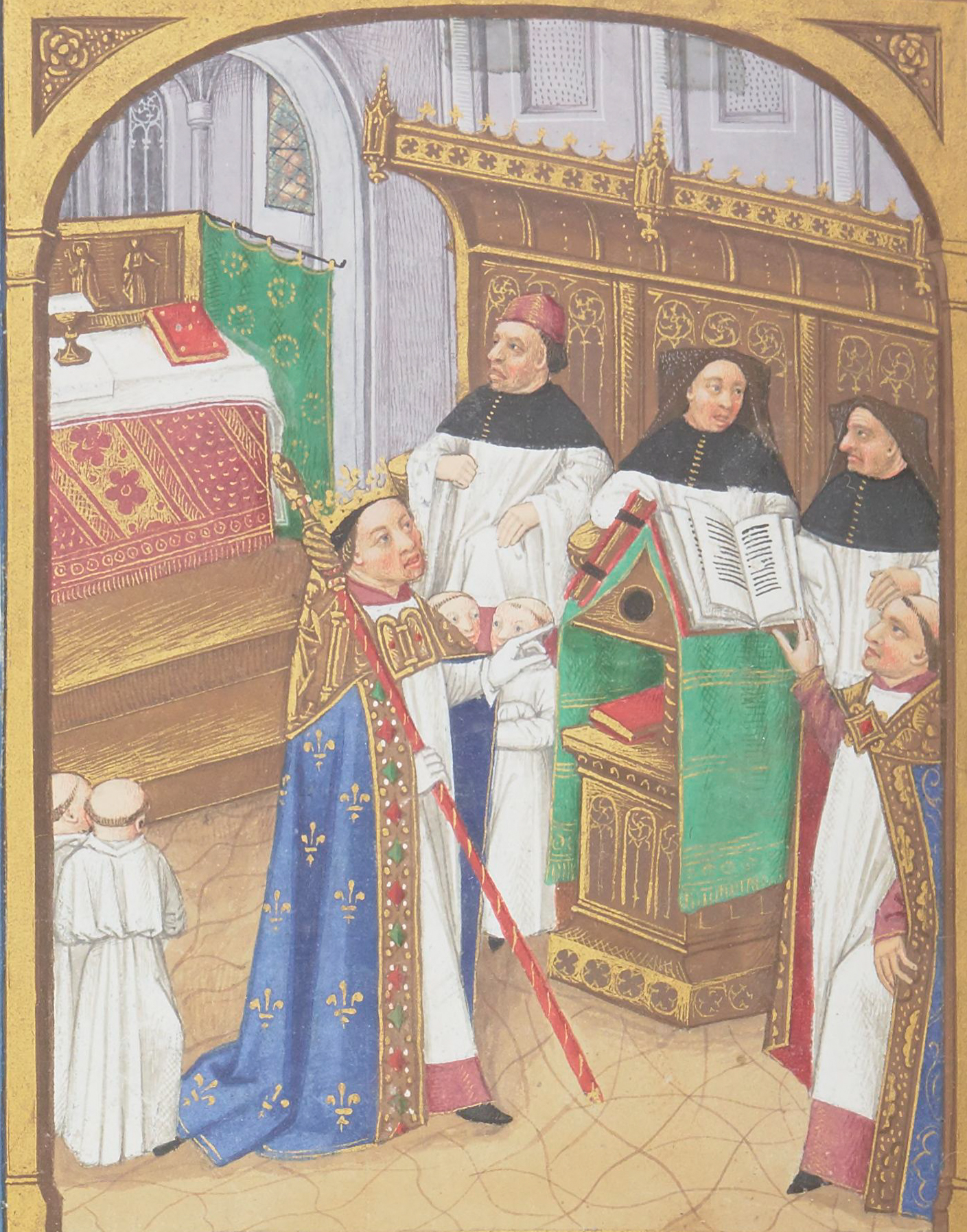
Dom Arezzo contribua considérablement à améliorer la qualité de la formation du chantre qui doit diriger les chants d'offices.
Dans cette chapelle imaginaire de la collégiale Saint-Aignan d'Orléans par Robinet Testard († vers 1531) ou autre, le chantre tourne les pages du livre de chant, en face du roi Robert II de France († 1031) chantant. Bien entendu, au XIe siècle, le livre de chant n'était utilisé que lors de la répétition, à cause de sa petite taille et des neumes anciens, alors que le chantre pouvait en profiter au XVe siècle où cette œuvre fut achevée, tout comme ce dessin. Saint roi Robert le Pieux dans les Grandes Chroniques de France, BNF Fr2609, fol. 14 v.

Auparavant, lorsque l'on transportait un nouveau graduel ou un nouvel antiphonaire, il fallait que ce livre de chant s'accompagne d'un chantre, car le livre n'était pas capable de présenter entièrement la mélodie.
Néanmoins, l'objectif d'Arezzo était assez pédagogique. Il souhaitait que la formation du chantre soit effectivement facile et dure plus courte :     

« J'espère que ceux qui viendront après nous, prieront pour la rémission de nos péchés, puisqu'au lieu de dix ans pendant lesquels à peine on pouvait acquérir une connaissance imparfaite du chant, nous faisons un chantre en un an, ou au plus deux. »

Certes, la notation d'Arezzo conservait encore les neumes anciens, à la place des carrés. Toutefois, la notation moderne n'est autre que sa continuation, après quelques simplifications.
Par ailleurs, en raison de la précision de degré, cette invention promut la création des chants non monodiques, à savoir polyphonie. Il est vrai que cette dernière existait déjà au IXe siècle, en tant que déchant dans le traité Musica enchiriadis,, sous la forme de notation dasiane. Toutefois, c'était surtout le mouvement d'Ars Nova qui commença à menacer le chant grégorien comme chant liturgique contemporaine, à cause duquel le pape Jean XXII dut défendre le chant traditionnel, avec sa décrétale Docta Sanctorum Patrum en 1323 ou 1324.
Cette invention provoqua un autre inconvénient. Vraisemblablement afin d'adapter aux lignes, la mélodie grégorien perdit désormais sa précision.
Grâce à la qualité des copistes, la mélodie grégorienne dans ces manuscrits est si authentique que la restauration peut être plus correctement effectuée, avec les neumes anciens du Xe siècle.

## Notation d'Hermann Contract
Dans le même XIe siècle à l'abbaye de Reichenau, Hermann Contract aussi inventa son propre système de notation, en mettant quelques sortes de codes entre les neumes, afin d'indiquer l'intervalle. Toutefois, devant la valeur de notation d'Arezzo, cette notation complexe disparut sitôt, à l'exception de l'usage d'un certain nombre de théoriciens. 

« Le savant moine de Reichenau, Hermann Contract († 1054), qui a laissé tant d'œuvres scientifiques et littéraires, était également un musicien, compositeur et théoricien à la fois. Pour les besoins de son enseignement, il a marqué, par une lettre, l'intervalle entre deux neumes ou deux éléments d'un même neume. Tous les intervalles possibles sont indiqués depuis l'unisson, e (equaliter), jusqu'à l'octave (diapason), par la quarte (diatessaron) ou D, ajoutée à la quinte (diapente) ou ∆. La précision insuffisante de son système, parce que relative aux seuls intervalles, devait le faire disparaître devant les avantages du système d'écriture que Guy d'Arezzo élaborait au même moment. »

— Dom Jacques Hourlier, La notation musicale des chants liturgiques latins, p. 64 - 65

## Notation carrée

### Origine
Le prototype, ou transition, de la notation carrée se trouvait au XIIe siècle. L'un des exemples est celui de la Normandie et actuellement conservé au British Museum (Roy. 2 B IV). Celui-ci, Graduel-Tropaire de Saint-Alban, attribué vers 1140, est une notation du type d'Arezzo dans laquelle la graphie des neumes était renforcée par les carrés, au lieu des points.

### Notation à gros carrés

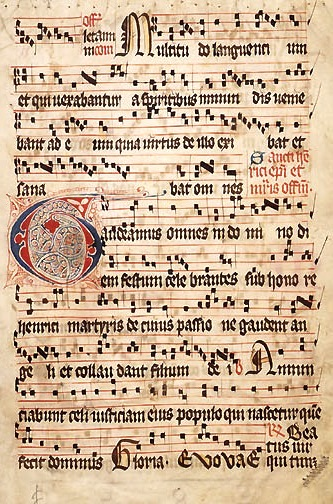
Bibliothèque de Helsinki, Graduel Aboense, no 44, folio no 24 (vers 1396 - 1406).

Aussitôt qu'au XIIIe siècle, la notation à gros carrés avait apparu, l'usage d'ancienne notation disparut sans délai. Certes, l'ancien système était encore conservé dans les pays germaniques, notamment en Suisse. Mais au XVe siècle, le remplacement fut définitivement terminé, à la suite de l'augmentation de la taille du livre de chant,. Avant que la notation à gros carrés ne soit inventée, l'usage du livre de chant serait limité uniquement lors de la répétition, en raison de sa petite taille. Désormais, on pouvait chanter, en consultant le livre durant les offices. De plus, le solfège devint plus agréable. C'est pourquoi cette notation convainquit toute l'Europe. Par conséquent, les graphies régionales disparurent, sous l'uniformité de la notation carrée.
Celle-ci restait la base de publication, même après l'apparition de la notation moderne. Ainsi, au XVIIe siècle sous le règne du roi Louis XIV, le livre des Hymni sacri et novi, nouvelles hymnes remplaçant d'anciennes hymnes en grégorien, fut publié en notation à gros carrés. Étant plain-chants, ces hymnes n'étaient en réalité autres que chants contemporains sur les deux seuls modes, majeur et mineur.
Non seulement l'église catholique mais également l'église anglicane emploient ce système, quoique la pratique de ce dernier ait provisoirement été supprimée au XVIIe siècle, à cause de la guerre civile ainsi que des Calvinistes. D'abord, le premier livre de chant de celle-ci, The book of Common praier noted (Le livre de la prière commune, notée) fut sorti en 1550 en notation carrée. Ensuite, dans la première moitié du XXe siècle, Charles Winfred Douglas effectua aux États-Unis, inspiré par les Éditions de Solesmes, la publication d'un grand nombre de livres de plain-chant, en notation moderne ainsi qu'en notation à gros carrés. Enfin, leur nouveau graduel américain The Anglican use gradual fut sorti en 2004, en notation grégorienne.
Au XVIIIe siècle, en tant que version de luxe, la notation à très gros carrés apparut. Par exemple, en 1732, l'Antiphonaire de l'office pour les fêtes de second ordre : Livre de pupitre de l'Abbaye Saint-Germain-des-Prés fut achevé sous la direction de Dom Charles Mercier.

### Conséquence

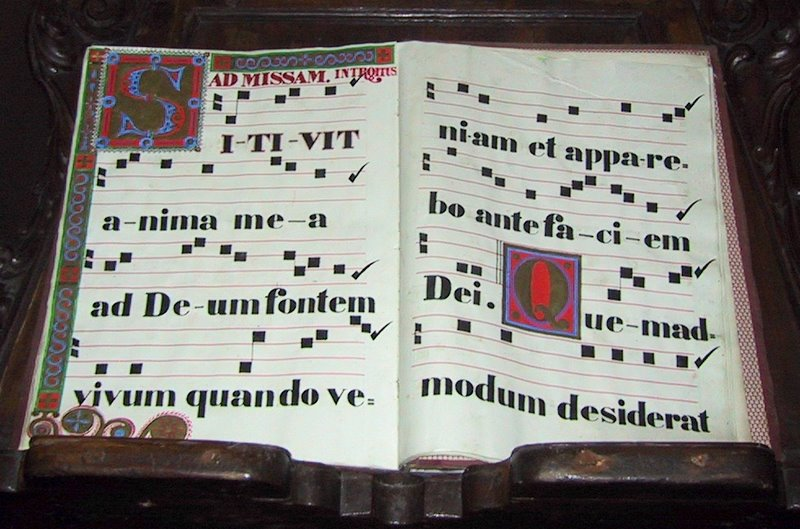
Le livre de chant devint lisible, lors des offices. Nonobstant, il ne s'agissait autre que du plain-chant, depuis le XVIIe siècle.

La conséquence était vraiment lourde. Le chant grégorien devint plain-chant ou cantus firmus, en perdant ses valeur musicale et finesse d'expression.

« L'essence du plain-chant consiste dans l'égalité de ses notes ......... les lettres des mots lui sont échues en partage, sans se soucier des accents ny de la quantité dont l'observation luy feroit perdre son égalité. »

— Dom Jacques P. Le Clerc et Dom Pierre-Benoît de Jumilhac, Science et pratique du plain-chant où tout ce qui appartient à la pratique est étably

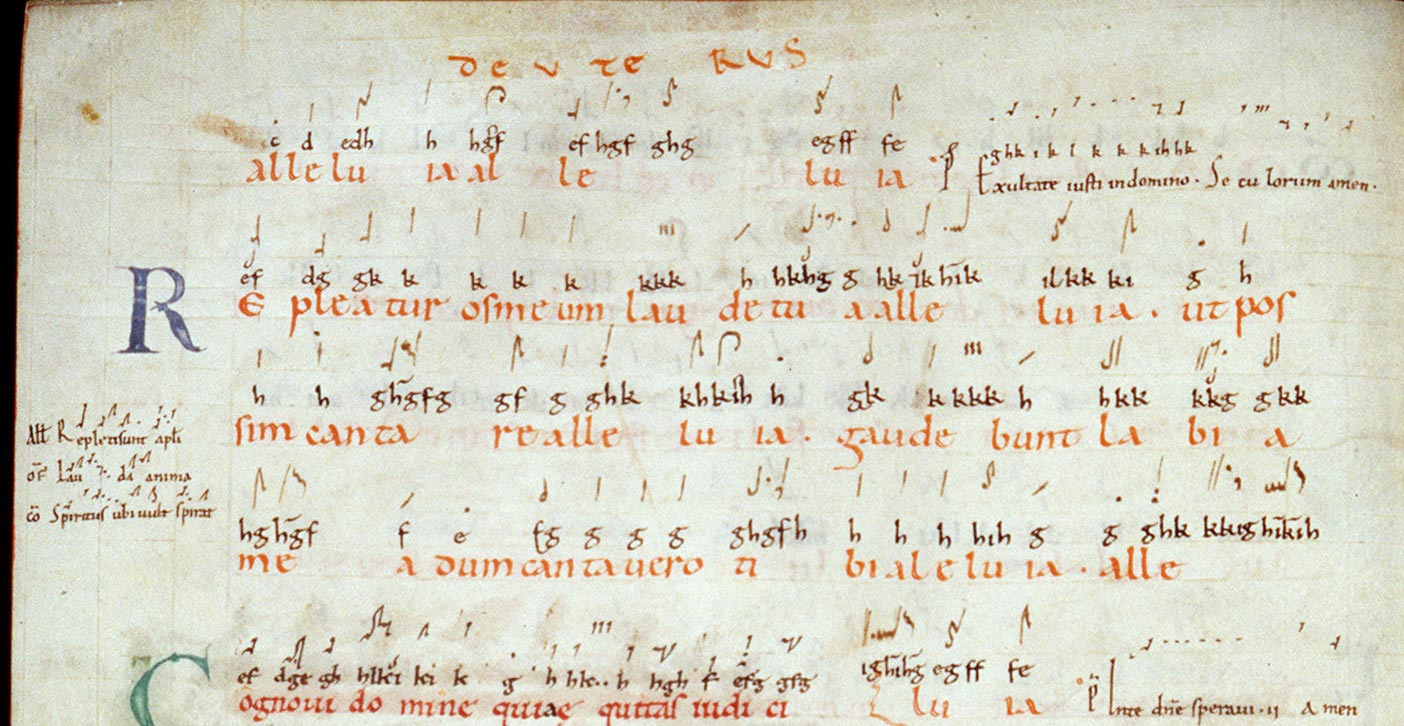
Tonaire de Saint-Bénigne de Dijon (XIe siècle).

En fait, la doctrine des notes égales fut supportée, jusqu'à ce qu'en 1860 à Paris, soit tenu le Congrès pour la restauration du plain-chant et de la musique de l'Église, afin de restaurer le chant grégorien.

### Découverte de la notation alphabétique
Le 18 décembre 1847, le tonaire de Saint-Bénigne de Dijon fut redécouvert à la bibliothèque de la faculté médecine de Montpellier (document H 159), par Félix Danjou qui cherchait des manuscrits anciens de chant grégorien dans les archives européennes. Il s'agit d'une double notation dans laquelle les neumes anciens s'accompagnent des alphabets. Tous les chants propres de la messe se trouvent dans ce manuscrit. La notation était utilisée à Dijon, pour l'enseignement. Comme l'on pouvait déchiffrer désormais les neumes avec plus de certitude, sa valeur en tant que Pierre de Rosette musicale était précieuse.
En outre, ce manuscrit donna naissance au Graduel romain (édition rémo-cambraisienne) en 1851, édité par la commission ecclésiastique de Reims et de Cambrai, pour rétablir les offices en grégorien en France où l'Église subissait sévèrement le gallicanisme. En dépit d'une rédaction fausse selon la manière de l'Édition médicéenne qui dominait l'époque, ce graduel romain était certainement le premier pas de la restauration en France.

## Notations duplex et triplex
Il est vrai qu'au Moyen Âge, on cherchait continuellement, soit à perfectionner les neumes, soit à mettre au point d'autres systèmes plus précis. Mais, après ce tonaire de Saint-Bénigne pour l'enseignement, il n'exista pas d'invention distinguée durant plusieurs siècles. En 1876, le premier graduel grégorien en duplex(e) apparut à Trèves, mais sans être suivi, à la suite du décès de l'auteur.
Il fallut attendre Dom Eugène Cardine pour retrouver cette excellente manière. Dorénavant, la notation en duplex(e) ou triplex assure l'interprétation correcte, avec les neumes anciens et les neumes à gros carrés en faveur du solfège. Encore faut-il parachever de nouvelles éditions critiques de livres de chant dans cette optique. Car, faute de connaissance sémiologique, l'Édition Vaticane publiée en 1908 et 1912, notation fondamentale à carrés de presque toutes les publications au XXe siècle, commettait de nombreuses méprises et contradictions,.
De nos jours, cette façon est effectivement respectée. Ainsi, les membres de la Schola de la Cour Impériale de Vienne exécutent le chant grégorien, toujours avec leur notation accompagnée des neumes sangalliens, afin de satisfaire leur double devoir, offices et concerts.

### Graduel de Michael Hermesdorff
À Trèves, Michael Hermesdorff, organiste et chef de chœur de sa cathédrale Saint-Pierre, inaugrait la restauration du chant grégorien. Son premier graduel fut sorti en 1863. Mais, la qualité de restauration n'était pas suffisante. En 1876, celui-ci publia sa deuxième version révisée, Graduale ad normam cantis S. Gregrii, dans laquelle la notation à carres s'accompagnait des graphies neumatiques utilisées dans sa région aux XIIe et XIIIe siècles.

### Graduel neumé de Dom Cardine
À dire vrai, cela n'était autre que le graduel personnel de Dom Eugène Cardine, livre de chant publié en 1908 par le Vatican. Une fois chargé auprès de l'atelier de la Paléographie musicale de Solesmes, il ne cessa pas de copier les neumes de Saint-Gall, dès les années 1930, afin d'exécuter plus correctement le chant grégorien, lors des offices quotidiens. À partir de 1952, ce livre personnel devint base de son enseignement du chant grégorien à l'Institut pontifical de musique sacrée.
Au fur et à mesure que la sémiologie grégorienne, science établie par lui, renouvelait la connaissance concernant la propre nature du chant grégorien, il devint définitivement évident que la notation carrée n'est pas capable de présenter l'articulation de celui-ci. De plus, les notations sangalliennes les plus anciennes sont toujours les plus correctes en raison de la précision de l'élan mélodique et l'expression.
La pratique des copies d'anciens neumes était exécutée à l'atelier de la Paléographie, par son prédécesseur Dom André Mocquereau.
Travaux assez anciens, Dom Cardine précisait qu'il ne s'agit pas d'édition critique. Néanmoins, l'abbaye Saint-Pierre de Solesmes effectua sa réimpression, pour la promotion des études, mais en omettant des pages de nos jours hors usage  (ISBN 978-2-85274-012-9).

### Graduale Triplex

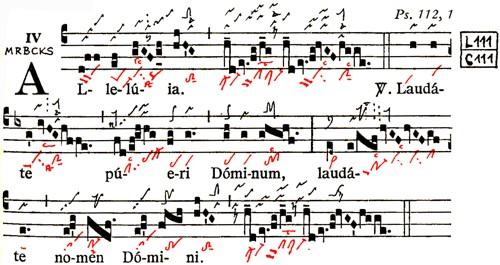
Graduale Triplex (1979). Voir aussi (Cantatorium de Saint-Gall, fol. 111) = C111.

Lorsque l'abbaye de Solesmes révisa le graduel du Saint-Siège à la suite du concile Vatican II, Dom Cardine et l'abbaye souhaitaient une publication en notation triplex, de sorte que les maîtres de chapelle et chefs de chœur puissent rétablir plus correctement ceux que les moines carolingiens chantaient. Aussi, deux disciples de Dom Cardine, formellement en tant que membres de l'Association internationale des études de chant grégorien ainsi que fondateurs, préparèrent-ils soigneusement les copies critiques des neumes anciens. Cette collaboration permit de sortir le Graduale Triplex en 1979, à la base du Graduale romanum publié en 1974.
Par ses études sémiologiques, Dom Cardine avait déterminé que les neumes messins possèdent le meilleur plan rythmique grégorien alors que les neumes sangalliens demeurent toujours les meilleurs pour la finesse d'expression. C'est la raison pour laquelle il avait ajouté le manuscrit Laon 239 et que Marie-Claire Billecocq, spécialiste de ce manuscrit, avait disposé les neumes en noir. Ceux de Saint-Gall, en rouge, avaient été choisis par Dom Rupert Fischer parmi les manuscrits de la famille sangallienne

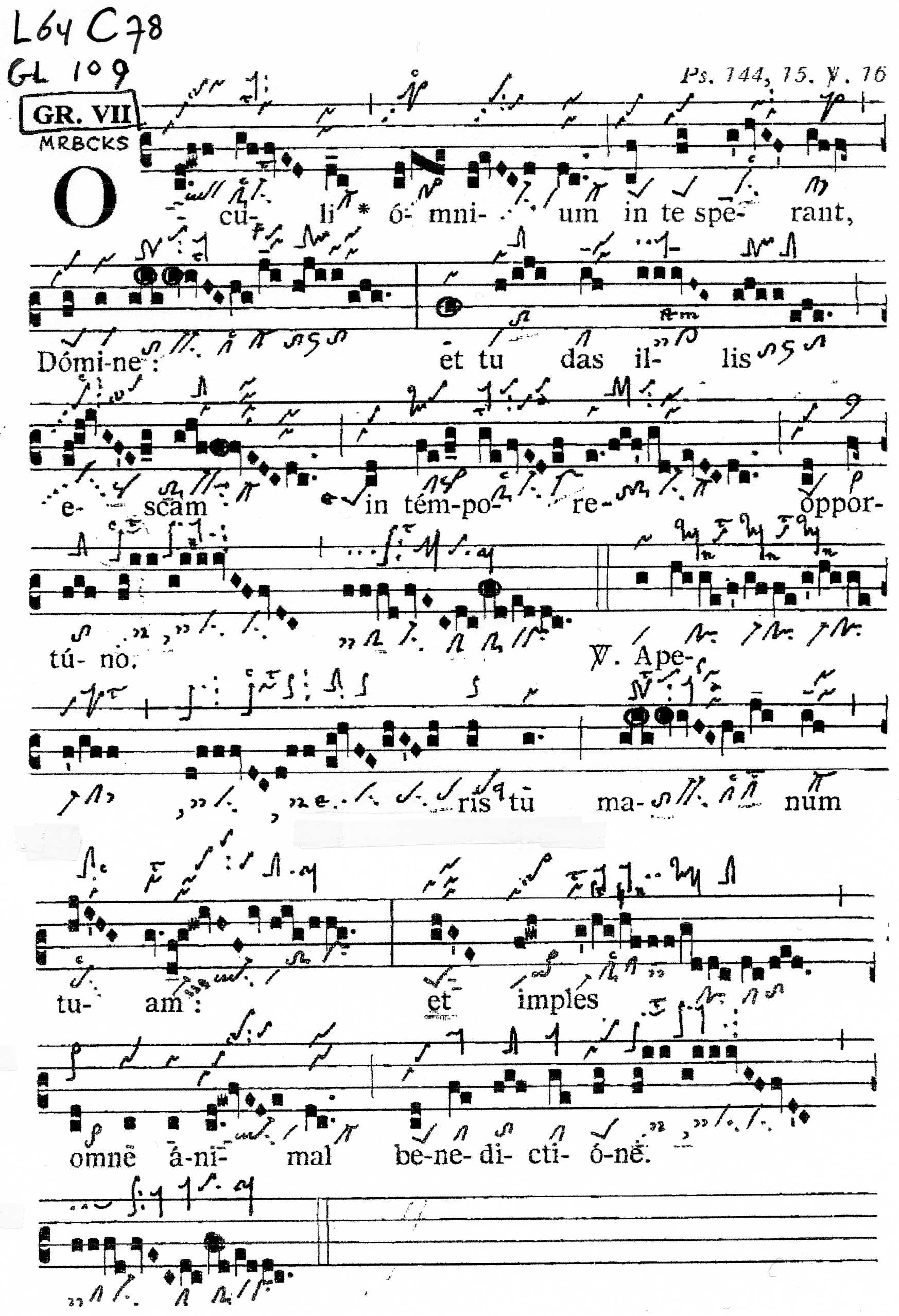
Graduale Triplex (1979), copie noir et blanc.

### Antiphonale monasticumetGraduale novum
De nos jours, l'abbaye Saint-Pierre de Solesmes et le Vatican publient leurs nouvelles éditions critiques du chant grégorien. Pour l'Antiphonale monasticum, édition officielle de son ordre depuis 2005, Solesmes adopta partiellement la notation duplexe, dans les pièces les plus ornées, afin que les chefs de chœur puissent les interpréter mieux.
Une autre édition officielle et critique du livre de chant grégorien du Saint-Siège, le Graduale novum duquel la rédaction est confiée à l'Association internationale des études de chant grégorien, acheva son premier tome en 2011. Tout comme le Graduale Triprex, la notation s'accompagne des neumes de Laon 239 et de la famille sangallienne.

## Voir en ligne
- Université de Ratisbonne, Antiphonale synopticum et Graduale synopticum (notation en quatre lignes, accompagnée des copies des neumes, en synopsis) : [lire en ligne]
- Dom Daniel Saulnier (docteur en musicologie médiévale, ancien directeur de l'atelier de la Paléographie musicale auprès de l'abbaye Saint-Pierre de Solesmes, ancien professeur du chant grégorien à l'Institut pontifical de musique sacrée à Rome) : vidéo, La notation écrite [voir en ligne]